# Liceo artistico statale di Porta Romana
Il Liceo artistico statale di Porta Romana, già Istituto statale d'arte di Firenze è nato nel 1869 come scuola d'intaglio, trasformata nel 1880 in scuola professionale per le arti decorative ed industriali e nel 1919 in regio istituto artistico industriale. Dal 1924, l'Istituto si trova nei locali che ospitavano le scuderie reali della reggia di palazzo Pitti, appena fuori da Porta Romana, al centro di un parco che confina con il giardino di Boboli. All'interno della scuola è stato collocato il museo dei gessi detto gipsoteca.

## La gipsoteca
Nella gipsoteca, che significa raccolta di statue in gesso, sono stati raccolti nel tempo i calchi, in gesso appunto, di importanti capolavori scultorei a partire dal Trecento fino al Novecento.
I gessi sono più di 3 000, alcuni di dimensioni ragguardevoli, e danno l'opportunità di avere una straordinaria panoramica della storia della scultura europea. Uno dei nuclei più suggestivi è rappresentato dalle opere di Donatello. Alcuni provengono dall'Accademia di belle arti e dal suo museo, come una parte dei gessi michelangioleschi o il "Colosso", cioè la copia di uno dei due Dioscuri della fontana del Quirinale a Roma, che ancora oggi lega il suo nome alla "sala del Colosso" nella galleria dell'Accademia.
La gipsoteca è stata restaurata dalla Provincia di Firenze con il contributo dell'Ente Cassa di Risparmio di Firenze e il ricollocamento dei gessi non è ancora stato concluso.
Periodicamente vengono organizzate mostre temporanee su svariati argomenti, soprattutto legati alle arti tra Otto e Novecento.

## Altre immagini

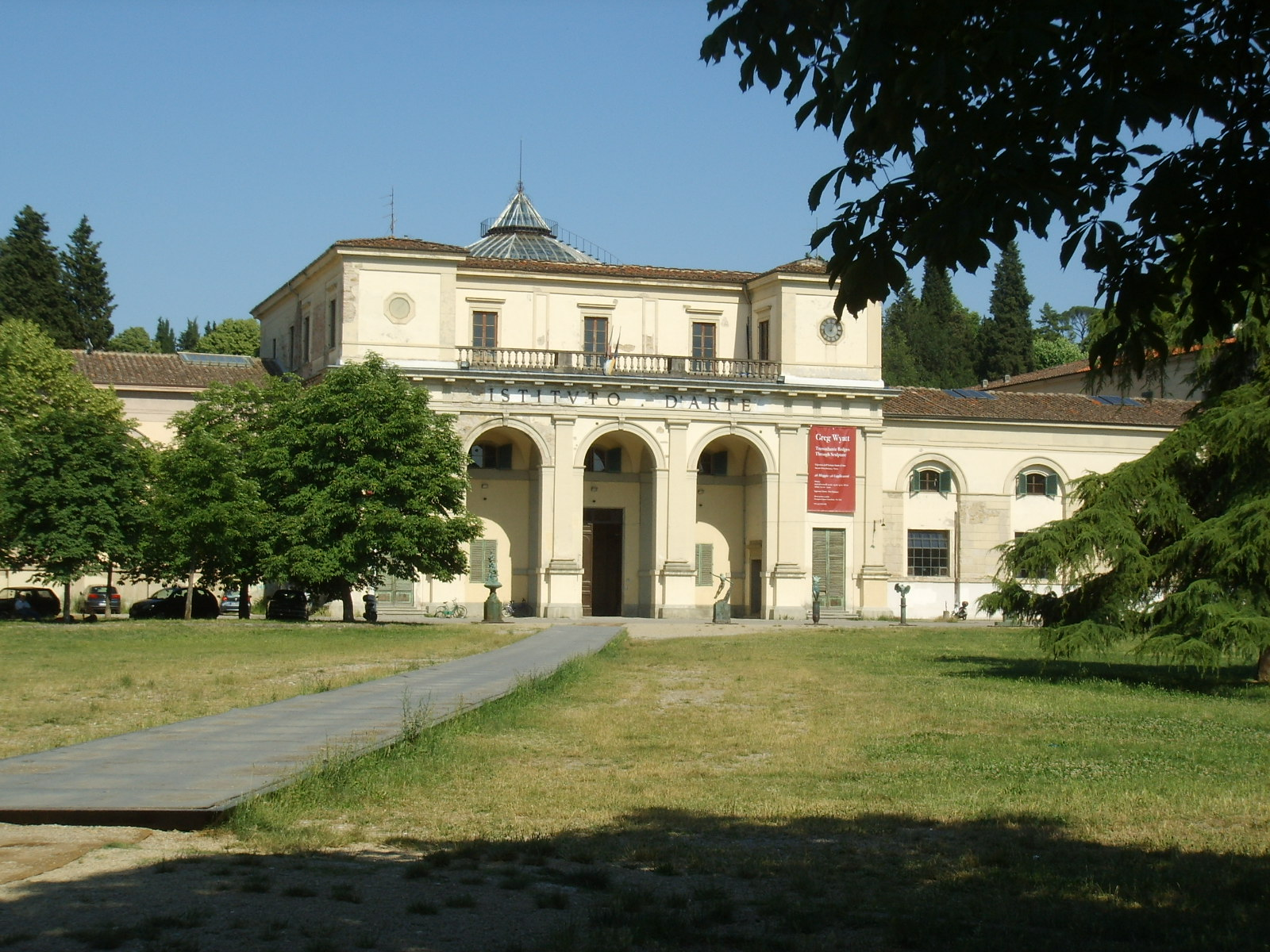
L’istituto visto dal parco esterno.
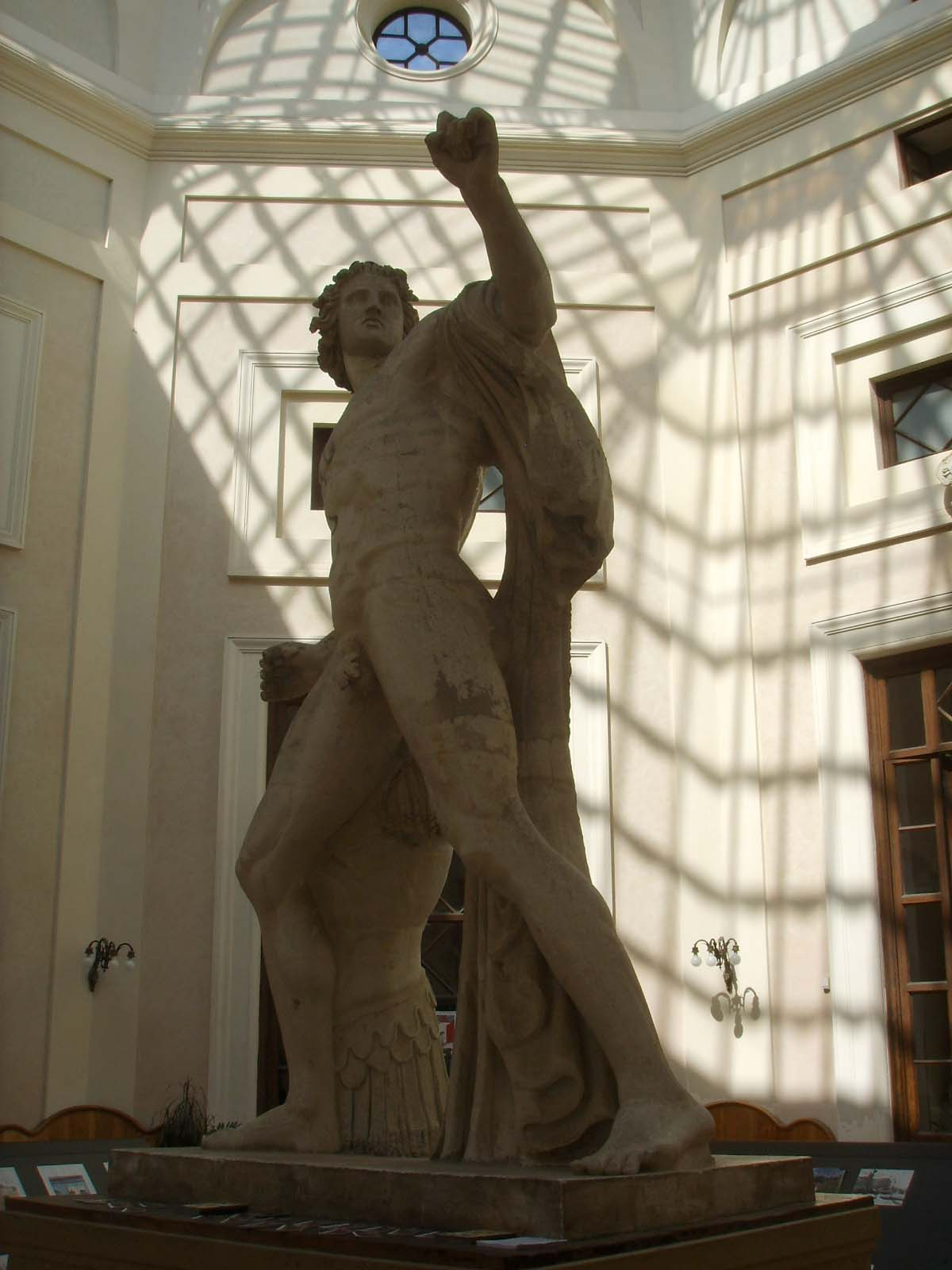
Copia del Dioscuro che si trova nella piazza del Quirinale a Roma.
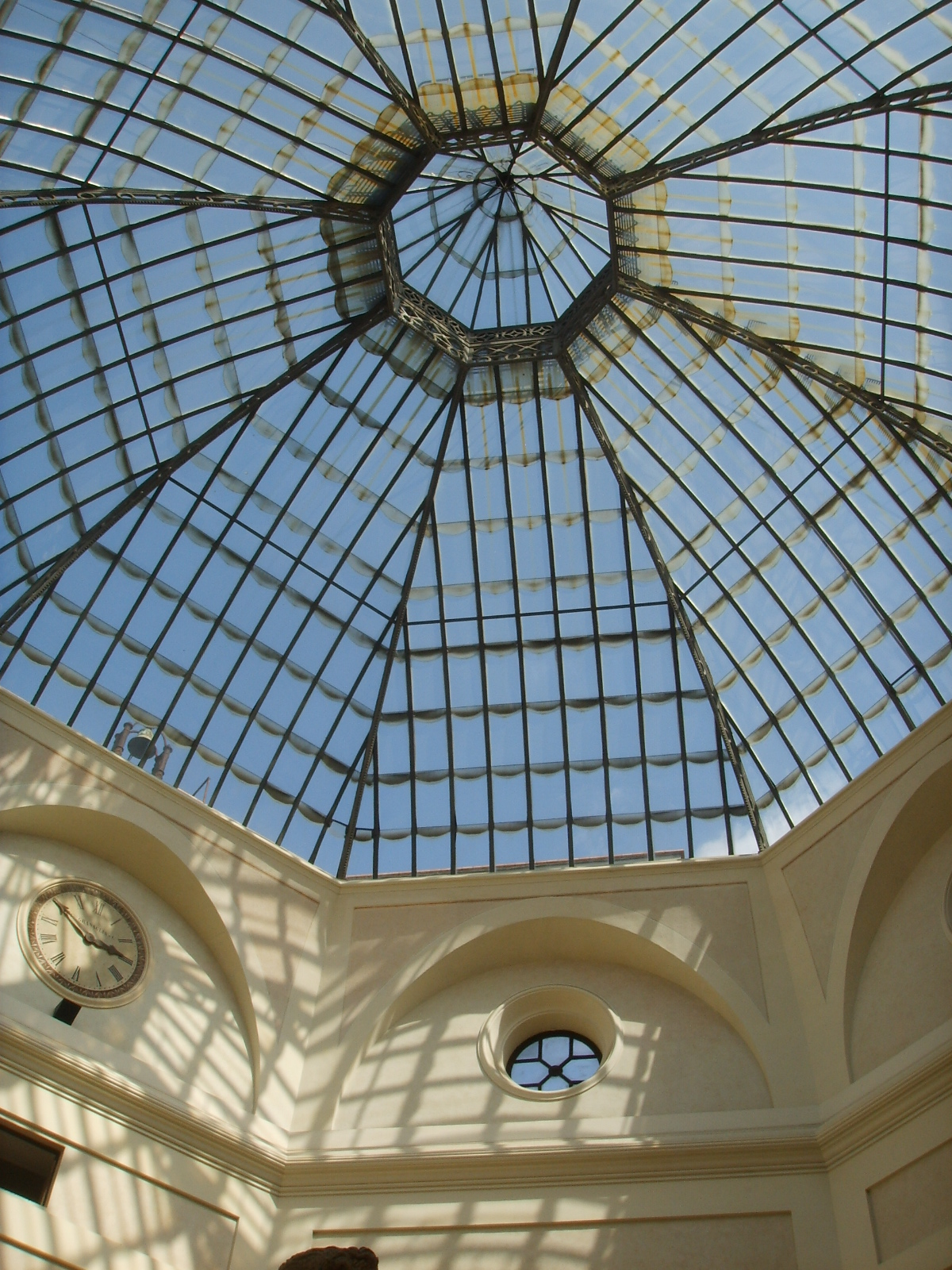
La cupola lucernario, dopo l'atrio.
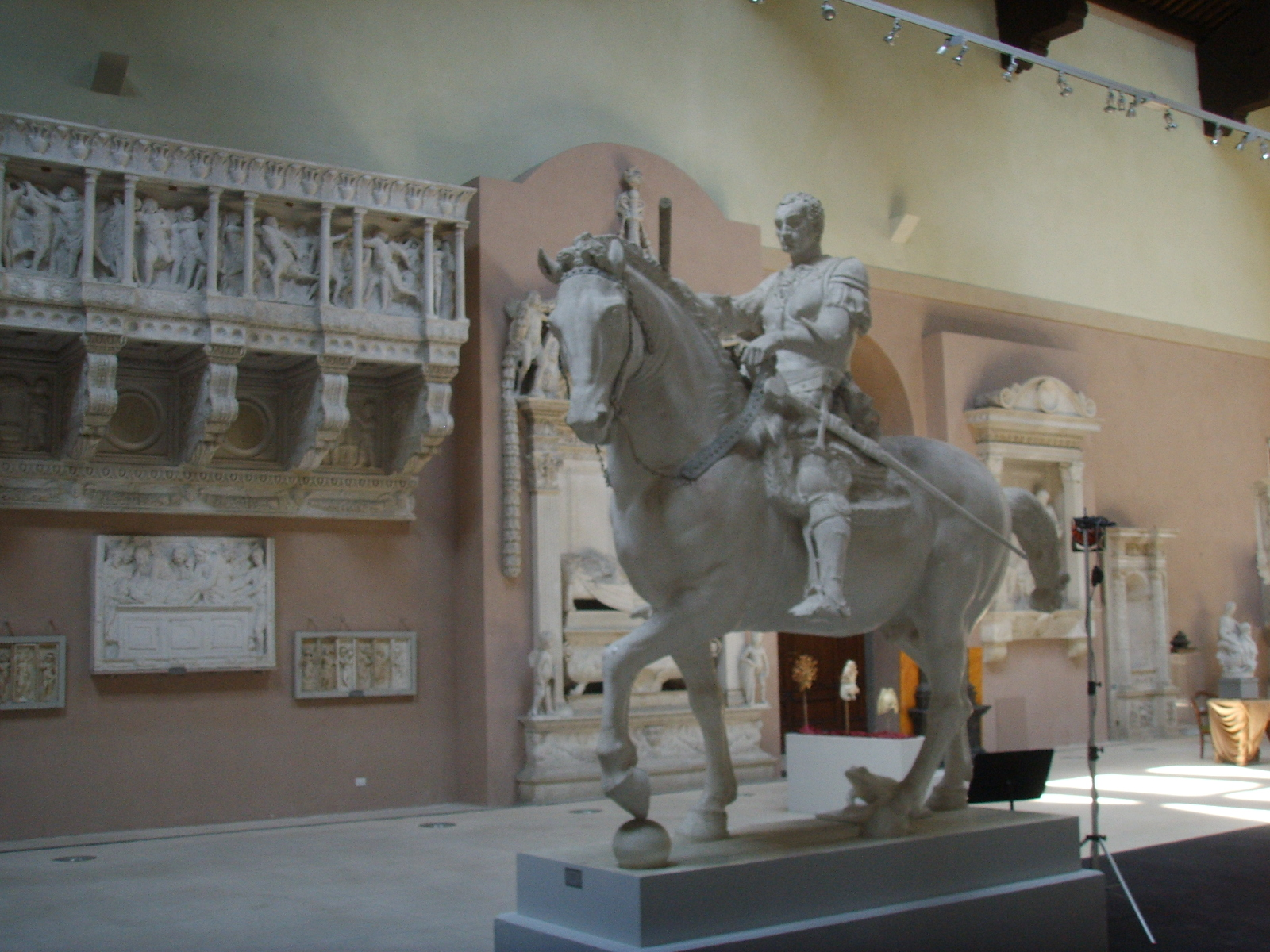
Gipsoteca - Donatello.
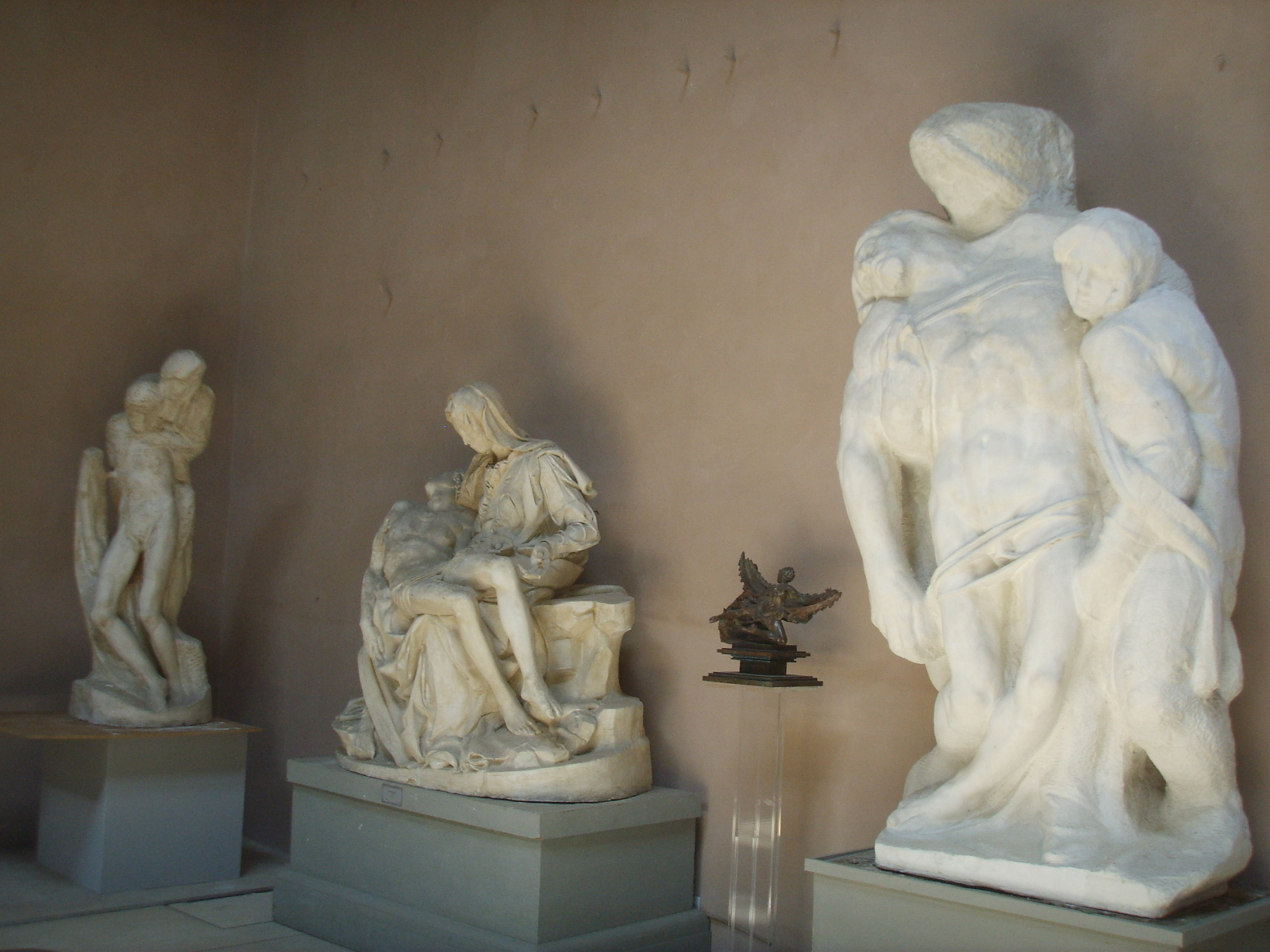
Gipsoteca - Copia della Pietà di Michelangelo che si trova in San Pietro a Roma.
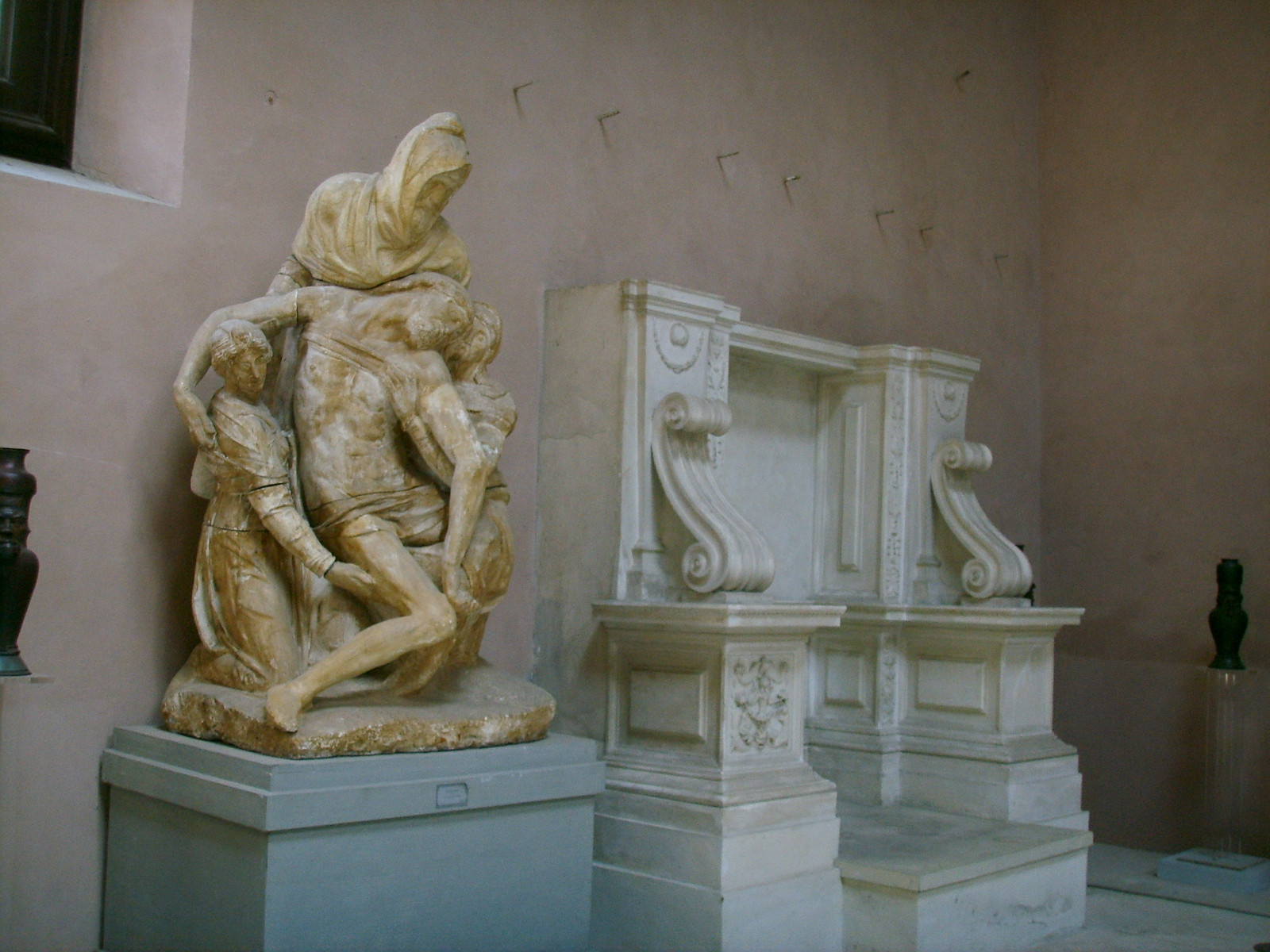
Gipsoteca - Pietà Bandini di Michelangelo.

## Persone legate all'Istituto
Numerosi sono gli artisti che hanno studiato o insegnato nell'Istituto statale d'arte di Porta Romana (o nella precedente "Scuola di arti decorative di Santa Croce"). Tra questi è possibile citare:
- Lorenzo Gori
- Libero Andreotti
- Guido Balsamo Stella
- Luciano Caruso
- Roberto Cavalli
- Sandro Chia
- Francesco Chiappelli
- Galileo Chini
- Francesco Ciampi
- Gino Coppedè
- Enrico Coveri
- Ferdinando Ghelli
- Marcello Guasti
- Rosmundo Giarletta
- Bruno Innocenti
- Benito Jacovitti
- Dilvo Lotti
- Leonardo Mattioli
- Giovanni Michelucci
- Pietro Parigi
- Paolo Penko
- Gabriella Pescucci
- Ottone Rosai
- Armando Spadini
- Giuliano Vangi
- Franco Zeffirelli